# Tamayo Akiyama
Pour les articles homonymes, voir Akiyama.
Tamayo Akiyama (秋山 たまよ, Akiyama Tamayo) née le 28 novembre 1966 à Ōsaka, est une dessinatrice japonaise de manga. Ancienne membre du groupe féminin CLAMP, elle débute comme dessinatrice dans Deryad.

## Œuvre
- 1996-1997 : Hyper Run (titre original : Saibā Puranetto 1999: Hyper Run  サイバープラネット1999 HYPER☆ルン ), en quatre tomes.
- 1999 : Secret Chaser   (titre original : Shiikurettocheisaa シークレットチェイサー ) , en deux tomes.
- 1994-1995 : Moryo Kiden (titre original : Mōryō kiden 魍魎姫伝), en trois tomes.